# Proconura shakespearei
Proconura shakespearei is een vliesvleugelig insect uit de familie bronswespen (Chalcididae). De wetenschappelijke naam is voor het eerst geldig gepubliceerd in 1928 door Alexandre Arsène Girault.